# 旭日乡
旭日乡，是中华人民共和国四川省甘孜藏族自治州色达县下辖的一个乡镇级行政单位。屬色尔坝地域。

## 行政区划
旭日乡下辖以下地区：
旭日村、仁达村、江达村、龚古村、泽登达村和修灯笼村。